# Dimityr Inkjow
Dimityr Janakiew Inkjow, bułg. Димитър Янакиев Инкьов (ur. 10 października 1932 w Chaskowie, zm. 24 września 2006 w Monachium) – bułgarski pisarz i dyrygent. Popularny jest przede wszystkim w Niemczech, jako jeden z największych współczesnych pisarzy literatury dziecięcej.

## Życiorys
Ukończył Technikum Górnictwa w Perniku, a następnie w Narodową Akademię Sztuki Teatralnej i Filmowej w Sofii. Był również dziennikarzem; pisał dla czasopism „Nauka i technika za mładeżata”, „Styrszeł”, „Awto-moto”. Zanim został zmuszony opuścić kraj w 1965 przez problemy z rządem, napisał kilka sztuk teatralnych. Wyemigrował do Monachium w Niemczech, gdzie do 1991 pracował w Radiu Wolna Europa jako scenarzysta.
Napisał ponad 100 książek, które zostały przetłumaczone na 25 języków. Najsłynniejszym dziełem stała się seria opowieści o Klarze i jej młodszym bracie, która weszła do kanonu literatury dziecięcej.

## Książki
W Polsce za pośrednictwem Wydawnictwa „Tatarak” ukazały się następujące pozycje:
- Ja i moja siostra Klara
- Klara i zwierzaki
- Sto pociech z Klarą
  - Wydawnictwo Tatarak wydało tę pozycję również w formie ebooków oraz audiobooków.

Za pośrednictwem Wydawnictwa „Media Rodzina” ukazały się następujące pozycje:
- Najsłynniejsze legendy europejskie
- Najciekawsze mity greckie
  - Pozycje ukazały się również w formie audiobooków.

Pełna lista dzieł Dimitera Inkiowa znajduje się poniżej:
- Die Puppe die ein Baby haben wollte / Kukłata, kojato iskasze da si ima bebe, 1974
- Geheimformel 101 Planet der kleinen Menschen. Franz Schneider Verlag, München 1978. ISBN 3-505-07828-X.
- Das fliegende Kamel und andere Geschichten. Franz Schneider Verlag, München 1979. ISBN 3-505-07911-1.
- Miria und Rauber Karabum, 1974
- Der kleine Jager, 1975
- Transi Schraubenzieher, 1975
- Transi hat’ne Schraube locker, 1976
- Reise nach Peperonien, 1977
- Ich und meine Schwester Klara / Az i mojata sestra Kłara. Erika Klopp Verlag, Berlin 1977, ISBN 3-7817-0882-9.
- Ich und Klara und der Kater Kasimir / Az, Kłara i kotarakyt Kazimir. Erika Klopp Verlag, Berlin 1978, ISBN 3-7817-0883-7.
- Ich und Klara und der Dackel Schnuffi, 1978
- Ich und Klara und das Pony Balduin, 1979
- Ich und Klara und der Papagei Pippo, 1981
- Ich und Klara und der Dackel Schnuffi. Erika Klopp Verlag, Berlin 1978, ISBN 3-7817-0884-5.
- Ich und Klara und das Pony Balduin. Erika Klopp Verlag, Berlin 1979, ISBN 3-7817-0885-3.
- Ich und Klara und der Papagei Pippo. Erika Klopp Verlag, Berlin 1981, ISBN 3-7817-0886-1.
- Ich und meine Schwester Klara. Die schönsten Geschichten. Klopp, München 1989. ISBN 3-7817-0887-X.
- Ich und meine Schwester Klara. Die lustigsten Tiergeschichten. Klopp, München 1994. ISBN 3-7817-0888-8.
- Kunterbunte Traumgeschichten, 1978
- Planet der kleinen Menschen, 1978
- Klub der Unsterblichen, 1978
- Das Geheimnis der Gedankenleser, 1979
- Der grunzende Konig, 1979
- Das fliegende Kamel, 1979
- Der versteckte Sonnenstrahl,1980
- Funf furchterliche Raubergeschichten, 1980
- Eine Kuh geht auf Reisen, 1981
- Leo der Lachlowe, 1981
- Leo der Lachlowe im Schlaraffenland, 1982
- Ich, der Riese, und der Zwerg Schnips, 1981
- Ich, der Riese, und der große Schreck, 1982
- Der Hase im Gluck, 1982
- Maus und Katz, 1983
- Kleiner Bar mit Zauberbrille, 1983
- Ein Igel im Spiegel, 1984
- Hurra, unser Baby ist da, 1984
- Hurra, Susanne hat Zahne, 1985
- Die fliegenden Bratwurstchen, 1985
- Meine Schwester Klara und die Geister, 1982
- Meine Schwester Klara und der Lowenschwanz, 1982
- Meine Schwester Klara und die Pfutze, 1982
- Meine Schwester Klara und der Haifisch, 1983
- Meine Schwester Klara und ihr Schutzengel, 1983
- Meine Schwester Klara und der Schneemann, 1984
- Meine Schwester Klara und ihr Geheimnis, 1984
- Meine Schwester Klara und das liebe Geld, 1985
- Meine Schwester Klara und die gro?e Wanderung, 1985
- Meine Schwester Klara und ihre Kochloffel, 1986
- Meine Schwester Klara und das Lachwurstchen, 1987
- Die Karottennase, 1986
- Was kostet die Welt – Geschichten ums Geld / Istorija na parite, 1986
- Erzahl mir vom Fliegen, 1986
- Erzahl mir vom Wasser.Die Abenteuer von Plimp und Plomp, 1986
- Erzahl mir von der Erde. Eine Geisterreise um die Welt, 1987
- Erzahl mir vom Rad. Wie das Rad ins Rollen kam, 1987
- Peter und die Menschenzahnefresser, 1987
- Gullivers wundersame Reise auf die Insel Liliput, 1987
- Meine Schwester Klara und der Osterhase, 1988
- Susanne ist die Frechste, 1988
- Die Katze fahrt in Urlaub, 1988
- Erzahl mir von der Sonne.Ein Sonnenstrahl auf gro?er Fahrt, 1988
- Meine Schwester Klara und die geschenkte Maus, 1988
- Meine Schwester Klara und der Piratenschatz, 1988
- Der singende Kater. Neue Maus- und Katzengeschichten, 1989
- Meine Schwester Klara und Oma Mullers Himbeeren, 1989
- Das Buch erobert die Welt, 1990
- Inkiow’s schonstes Lesebuch, 1990/1993
- Pipsi und Elvira. Ganz neue Katz – und Maus-Geschichten, 1990
- Meine Schwester Klara und ihre Mausezucht, 1990
- Ich und meine Schwester Klara.Die schonsten Geschichten, 1989
- Meine Schwester Klara ls Umweltschutzerin, 1990
- Ich hab dich ganz stark lieb, Susanne, 1990
- Mein Opa, sein Esel und ich, 1990
- Das kluge Madchen und der Zar, 1990
- Herkules, der starkste Mann der Welt (Griechische Sagen), 1991
- Die Katze la?t das Mausen nicht (Fabeln nach Aesop), 1991
- Ein Kater spielt Klavier, 1991
- Ich bin Susannes gro?er Bruder, 1991
- Inkiows schlaues Buch fur schlaue Kinder, 1991
- Das Buch vom Fliegen, 1991
- Das sprechende Auto, 1992
- Meine Schwester Klara und der lustige Popo, 1992
- Filio der Baum, 1992
- Meine Schwester Klara ist die Gro?te! 1992
- Der Widder mit dem goldenen Fell, 1992
- Wie Siegfried den Drachen besiegte. Europaische Sagen, 1993
- Ist die Erde rund? Geschichten fur Neugierige, 1993
- Der Prinz mit der goldenen Flote Schulbuch fur Klassensatze, 1993
- Der bebrillte Rabe, 1993
- Antonius wird Mauspatenonkel, 1993
- Meine Schwester Klara und das grosse Pferd, 1993
- Hund und Floh- Die hupfenden Gaste, 1993
- Wie gro? ist die Erde?, 1993
- Die Ganse, der Fuchs und der Luchs, 1994
- Meine Schwester Klara erzahlt Witze, 1994
- Das Abc-Zauberbuch, 1994
- Der gro?te Esel, 1994
- Das Krokodil am Nil, 1994
- Lustige Abc Geschichten, 1994
- Ich und meine Schwester Klara – Die lustigsten Tiergeschichten, 1994
- Meine Schwester Klara und das Fahrrad, 1995
- Das Kaninchen und der Frosch, 1995
- Das Madchen mit den viereckigen Augen, 1995
- Meine Schwester Klara stellt immer was an, 1995
- Die Glucksschweine/Eine Maus im Haus, 1996
- Die fliegende Schildkrote, 1996
- Die Abenteuer des Odisseus, 1999
- Orpheis, Sysiphos und &, 2001
- ASOPS FABELN, 1999
- Ein wunderschoner, schlechter Tag, 2001
- Krokodilbauchbesichtigung, 2001
- Achtung! Menschenzahnefresser, 2003
- Klara und Ich in Amerika, 2003
- Die Bibel fur Kinder, 2003
- Aesops Fabeln oder Die Weisheit der Antike, 2004
- Wełko Welin – fejletoni, 2000 – CD
- Botusz Kaiszew i drugite, 2003, ISBN 978-954-91241-8-7.
- Botusz Kaiszew i nowoto wreme, 2004